# ハノーファー王国

ハノーファー王国
Königreich Hannover (ドイツ語)

国の標語: Suscipere et finire（ラテン語）
引き受け、そして成し遂げる国歌: Heil Dir, Hannover!（ドイツ語）
ハノーファー万歳！
ハノーファー王国の位置（1815年）

ハノーファー王国（ハノーファーおうこく、ドイツ語: Königreich Hannover）は、現在のドイツ北部、ニーダーザクセン州に存在した国家である。ハノーファー王国は1814年10月、ウィーン会議によって成立した。これはナポレオン戦争後にジョージ3世がハノーファー領を回復したことにより誕生した国家である。王国は旧ハノーファー選帝侯国の後継国家であり、1815年6月には他の38の独立国家とともにドイツ連邦へ加盟した。
王国はヴェルフ家の分家であるハノーファー家にやって統治され、1714年から1837年までイギリスと同君連合を形成していた。君主はロンドンに居住していたため、通常はイギリス王室の王族が副王としてハノーファーの統治を担当した。1866年、普墺戦争に敗れたことでプロイセン王国に併合され、消滅した。以降は1946年までプロイセン（王国、のち自由州）の一州（県）であるハノーファー州（県）となった。

## 歴史
神聖ローマ帝国の領邦の一つであったブラウンシュヴァイク＝リューネブルク公国は、分割相続によっていくつもの公（侯）領に分割された。1432年にヴォルフェンビュッテル侯領から分割されたカレンベルク侯領も、そうした領邦の一つであった。カレンベルク侯位は1584年に断絶によってヴォルフェンビュッテル侯領に継承されるが、1635年にカレンベルク侯領はゲッティンゲン侯領と共に、再びヴォルフェンビュッテル侯領から分割された。そして1636年に首都がパッテンセンからハノーファーに遷されたため、ハノーファー公と呼ばれるようになった。
1692年、ハノーファー公エルンスト・アウグストが選帝侯となったことにより、その公国はブラウンシュヴァイク＝リューネブルク選帝侯領、通称ハノーファー選帝侯領となった。1714年、ハノーファー選帝侯ゲオルク1世ルートヴィヒはジョージ1世としてイギリス王に即位した（ハノーヴァー朝）。ドイツにおいても、リューネブルク侯領の継承（1705年）、スウェーデンからのブレーメンとフェルデン（ブレミッシュ＝フェルデン）の割譲（1719年）、と勢力を拡大していった。
1803年には、ナポレオンによる神聖ローマ帝国解体の一環としてオスナブリュック司教領を併合したものの、選帝侯領はフランスに占領され、1807年にはヴェストファーレン王国の一部となった。選帝侯領がフランスに占領された後も10年間、ゲオルク3世（イギリス王ジョージ3世）と家臣はロンドンで独自の外交を続けた。1813年に選帝侯ゲオルク3世は領土を回復し、1815年のウィーン会議により王国に昇格した。これは王国となっていたヴュルテンベルク公国と地位を等しくするためであった。さらにウィーン会議でハノーファーは、リューネブルク侯領であったエルベ川右岸や東にあったいくつかの飛び地と引き換えに、プロイセン王国からヒルデスハイム司教領、東フリースラント、リンゲン伯領、及びミュンスター司教領の北部を獲得した。また、ドイツ連邦に参加し、連邦議会の議席を得る。
ハノーファーの王位継承規定はイギリスと異なっていたため（サリカ法を採り、女子のハノーファー王位継承を認めていなかった）、イギリスとハノーファーの同君連合は1837年、ヴィクトリアがイギリス女王に即位したときに解消され、女王の叔父エルンスト・アウグストが即位した。このとき、イギリス的な自由主義国家体制も破棄されたために、これに抗議するグリム兄弟らによってゲッティンゲン七教授事件が起こされた。
1866年の普墺戦争でハノーファー王国はオーストリア方に就いたため、敗戦後にプロイセンに併合されて州となった。第二次世界大戦後の1946年に、イギリスの占領下でオルデンブルク、ブラウンシュヴァイク、シャウムブルクと合併してニーダーザクセン州となり、ハノーファーの名前は国名としては消滅した。

## 歴代君主一覧
年号は、在位期間を示す。
- ゲオルク3世（1814年 - 1820年） - イギリス（グレートブリテン及びアイルランド連合王国）国王ジョージ3世
- ゲオルク4世（1820年 - 1830年） - イギリス国王ジョージ4世
- ヴィルヘルム（1830年 - 1837年） - イギリス国王ウィリアム4世

1837年にイギリスで女王ヴィクトリアが即位すると、サリカ法を採るハノーファー王国はその叔父エルンスト・アウグストが継承し、同君連合は解消された。
- エルンスト・アウグスト（1837年 - 1851年） - カンバーランド公アーネスト
- ゲオルク5世（1851年 - 1866年） - カンバーランド公ジョージ

1866年にハノーファー王国はプロイセン王国に併合され、ゲオルク5世と王太子エルンスト・アウグスト（2世）は廃位された。王太子の子エルンスト・アウグスト（3世）はドイツ皇帝ヴィルヘルム2世の皇女ヴィクトリア・ルイーゼとの縁組により、同族の遠戚の死後空位となっていたブラウンシュヴァイク公国の公位の継承が認められた。

## ハノーファー州知事一覧
年号は、在任期間を示す。
- オットー・ツー・シュトールベルク＝ヴェルニゲローデ（ドイツ語版）伯爵　（1867年 - 1873年）
- ボート・ヴェント・アウグスト・ツー・オイレンブルク伯爵（1873年 - 1878年）
- アドルフ・ヒルマール・フォン・ライプツィガー（ドイツ語版）（1878年 - 1888年）
- ルードルフ・フォン・ベニヒゼン（1888年 - 1897年）
- コンスタンティーン・ツー・オットー・ツー・シュトールベルク＝ヴェルニゲローデ（ドイツ語版）伯爵（1898年 - 1902年）
- リヒャルト・フォン・ヴェンツェル（1902年 - 1914年）
- ルートヴィヒ・フーベルト・フォン・ヴィントハイム（ドイツ語版）（1914年 - 1917年）
- エルンスト・フォン・リヒター（ドイツ人民党、1917年 - 1920年）
- グスタフ・ノスケ（ドイツ社会民主党、1920年 - 1933年）
- ヴィクトール・ルッツェ（国家社会主義ドイツ労働者党、1933年 - 1941年）
- ハルトマン・ラウターバッハー（ドイツ語版）（国家社会主義ドイツ労働者党、1941年 - 1945年）
- ヒンリヒ・ヴィルヘルム・コップフ（ドイツ語版）（ドイツ社会民主党、1946年）